# جامع مهر أباد
جامع مهرأباد هو مسجد جامع يعود إلى عهد الدولة الصفوية ويقع في بناب بميدان مهر أباد.